# Streamline Studios
Streamline Studios（ストリームライン・スタジオ）、正式名Streamline Media Group, Inc.は、本社をアメリカのラスベガスに置き、マレーシアのクアラルンプールにも拠点を構えるゲーム会社です。この会社は、自社IPの制作、アートアウトソーシング、プログラミング、コーディング、そしてゲームのローカライズ業務を主に手掛けています。
これまで主に参加したメジャータイトル作品は、『ファイナルファンタジーXV』（スクウェア・エニックス）、『ストリートファイターV』（カプコン）など。また、ジェームズ・キャメロン監督作品の『アバター』やコカ・コーラ社などの映像作品にも、アート提供をしている。

## 概要
2001年、オランダのヒルフェルスムにて設立。
Stefan Baier、Adrian Banninga、Renier Banningaは、Rewolf SoftwareのGunman Chronicles開発プロジェクトで出会い、その後Rewolf Software解散後にオランダに転居。そこで、Alexander Fernandezを迎えた4名で、会社としての体制を整えた。その後、Hector Fernandez と Dan Flowerが新たに加わった。
その後、2005年にアムステルダムに移転し、2009年まで稼働。
2010年12月、現在の本社所在地である、マレーシアのクアラルンプールに移転。
在籍者数は、会社全体で、常時150人 - 200名前後である。
現在、クアラルンプールの本社のほか、東京、アメリカ、イギリスに営業所を設置。
これまでに参加した主なタイトルは、『ファイナルファンタジーXV』、『ストリートファイターV』、『バイオショック・インフィニット』など。
また、『Streamframe』という、ゲーム開発会社の利用を想定した、マネジメントツール開発も行っている。

## 事業部のブランド名
当初は、アートアウトソーシング企業としてのみ稼働していたが、長年にわたる、他の企業とのコラボレーションから、徐々にプロダクション全体に対応することができるようになっていったため、各分野ごとに特化した事業部に会社を分割し、それぞれにブランド名をつけている。
下記事業部の詳細は、2019年の時点で次のとおり。
Streamline Studios
スタジオ設立時からあるチームで、これまで300を超えるAAAタイトルに参加。
ゲーム開発への制作物提供の他、映像作品へのアート作品提供も行っている。
その他、ゲームローカライゼーションや品質保証の部署も稼働している。
Streamline Games
自社IP制作チーム。これまでに『HoopWorld』（2010年8月発売。Wii、Virtual Toysとの共同開発) 、『Night Stream』（モバイルゲーム）をローンチ。他社との共同開発や共同制作も行っている。
All Pixels
Streamline Studiosから発足。大規模プロダクションチーム。既に規格のあるアセットなどを中心に制作。
Streamline Group
統括本部